# Marlow (Buckinghamshire)
Marlow (in passato detta Great Marlow o Chipping Marlow) è una cittadina di 14 004 abitanti della contea del Buckinghamshire, in Inghilterra che sorge lungo il corso del fiume Tamigi. La località è amministrata dal Consiglio Comunale di Marlow guidato da un sindaco.
In questa cittadina hanno vissuto per un breve periodo di tempo i due amanti in fuga, Mary Shelley e Percy Bysshe Shelley, assieme alla sorellastra di Mary, Claire Clairemont.
Presso il fiume, il ponte sospeso di William Tierney Clark è uno dei primi al mondo nel suo genere.
Il suo nome storico, Great Marlow (Marlow la grande) è usato per distinguerla da Little Marlow (Marlow la piccola), un paesino situato 2 chilometri all'est.

## Amministrazione

### Gemellaggi
- Marly-le-Roi

## Citazioni letterarie
La cittadina fluviale di Marlow e la sua suggestiva Abbazia di Bisham vengono citate dallo scrittore ed umorista britannico Jerome K. Jerome, nel suo celebre romanzo umoristico  Tre uomini in barca (Firenze, Giunti, 2007, pp.155-157).